# Wilhelm Olivecreutz
Wilhelm Casimir Olivecreutz (i riksdagen kallad Olivecreutz i Ulricehamn), född 8 februari 1820 i Säms församling, Älvsborgs län, död 20 juni 1912 i Finnekumla församling, Älvsborgs län, var en svensk godsägare och politiker. Han var son till lagmannen Johan Adolf Olivecreutz.
Han företrädde ridderskapet och adeln vid ståndsriksdagen 1853–1854. Olivecreutz var senare ledamot av riksdagens andra kammare 1867–1869, invald i Kinds härads valkrets i Älvsborgs län.